# Кукарин, Александр Олегович
Александр Олегович Кукарин (13 августа 1993, Москва — 27 ноября 2015, Москва) — российский пятиборец, серебряный призёр чемпионата мира и бронзовый призёр чемпионата Европы (2015).
Мастер спорта. Двукратный чемпион мира среди кадетов «А» (2011) в личном первенстве и в мужской эстафете. Бронзовый призёр чемпионата Европы среди кадетов «А» (2011) в личном первенстве. Бронзовый призёр первенства России среди юниоров 2014 года.
Обладатель Кубка России 2015. Серебряный призёр чемпионата мира 2015 в мужской эстафете. Бронзовый призёр чемпионата Европы 2015 в смешанной эстафете.
Скончался в ноябре 2015 в московском отеле в возрасте 23 лет из-за остановки сердца.